# Xã Jones, Quận Elk, Pennsylvania
Xã Jones (tiếng Anh: Jones Township) là một xã thuộc quận Elk, tiểu bang Pennsylvania, Hoa Kỳ. Năm 2010, dân số của xã này là 1.624 người.